# Jab We Met
Jab We Met (Hindi: जब वी मेट, trad. Cómo nos encontramos) o Destino Inesperado en español es una comedia romántica dirigida por Imtiaz Ali y protagonizada por Shahid Kapoor y Kareena Kapoor.

## Sinopsis
Una chica habladora Geet salva de suicidio a Aditya, el heredero a un conglomerado de empresas. Al principio él no se lleva muy bien con ella, pero después de algunas aventuras Aditya está inspirado por el punto de vista positivo de Geet. Vuelve a su empresa y se convierte en éxito pero descubre que Anshuman (el novio de Geet) ha roto con ella. Cuando Anshuman quiere traerla de vuelta, Geet se da cuenta de que quiere Aditya.       

## Reparto
- Shahid Kapoor - Aditya Kashyap
- Kareena Kapoor - Geet Dhillon
- Pawan Malhotra - Tio de Geet
- Dara Singh - Abuelo de Geet
- Kiran Juneja - Madre de Geet
- Saumya Tandon - Roop
- Tarun Arora - Anshuman
- Divya Shah - Madre de Aditya

## Banda sonora
| Canción                    | Cantantes                 | Duración | Notas                                                                       |
| -------------------------- | ------------------------- | -------- | --------------------------------------------------------------------------- |
| "Mauja Hi Mauja"           | Mika Singh                | 4:04     |                                                                             |
| "Tum Se Hi"                | Mohit Chauhan             | 5:23     |                                                                             |
| "Yeh Ishq Hai"             | Shreya Ghoshal            | 4:44     | El canción ganó un National Film Award a la mejor cantante (Shreya Ghoshal) |
| "Nagada Nagada"            | Sonu Nigam & Javed Ali    | 3:51     |                                                                             |
| "Aao Milo Chalo"           | Shaan & Ustad Sultan Khan | 5:28     |                                                                             |
| "Aaoge Jab Tum"            | Ustad Rashid Khan         | 4:25     | Compuesta por Sandesh Shandilya                                             |
| "Tum Se Hi (Remix)"        | Mohit Chauhan             | 4:21     |                                                                             |
| "Yeh Ishq Hai (Remix)"     | Antara Mitra              | 4:31     |                                                                             |
| "Mauja Hi Mauja (Remix)"   | Mika Singh                | 4:07     |                                                                             |
| "Tum Se Hi (Instrumental)" | Instrumental              | 4:53     |                                                                             |

## Premios
| Año  | Presenter                                       | Premio                                              |
| ---- | ----------------------------------------------- | --------------------------------------------------- |
| 2007 | HT Café Film Awards                             | Mejor actriz                                        |
| 2008 | Star Screen Awards                              | Mejor Actriz                                        |
| 2008 | Stardust Awards                                 | Mejor Película (Shree Ashtavinayak Cinevision Ltd.) |
| 2008 | Stardust Awards                                 | La estrella del año                                 |
| 2008 | Stardust Awards                                 | Mejor actor                                         |
| 2008 | Premios Filmfare                                | Mejor Actriz                                        |
| 2008 | Premios Filmfare                                | Mejor diálogo (Imtiaz Ali)                          |
| 2008 | Annual Central European Bollywood Awards        | Mejor pareja                                        |
| 2008 | Apsara Film & Television Producers Guild Awards | Mejor actriz                                        |
| 2008 | Apsara Film & Television Producers Guild Awards | Mejor diálogo (Imtiaz Ali)                          |
| 2008 | Apsara Film & Television Producers Guild Awards | Mejor música (Pritam                                |
| 2008 | Zee Cine Awards                                 | Mejor actriz                                        |
| 2008 | Zee Cine Awards                                 | Mejor canción del año (Mauja Hi Mauja)              |
| 2008 | Zee Cine Awards                                 | Mejor guion (Imtiaz Ali)                            |
| 2008 | International Indian Film Academy Awards        | Mejor actriz                                        |
| 2008 | International Indian Film Academy Awards        | Mejor diálogo (Imtiaz Ali)                          |